# Bifurcação fluvial

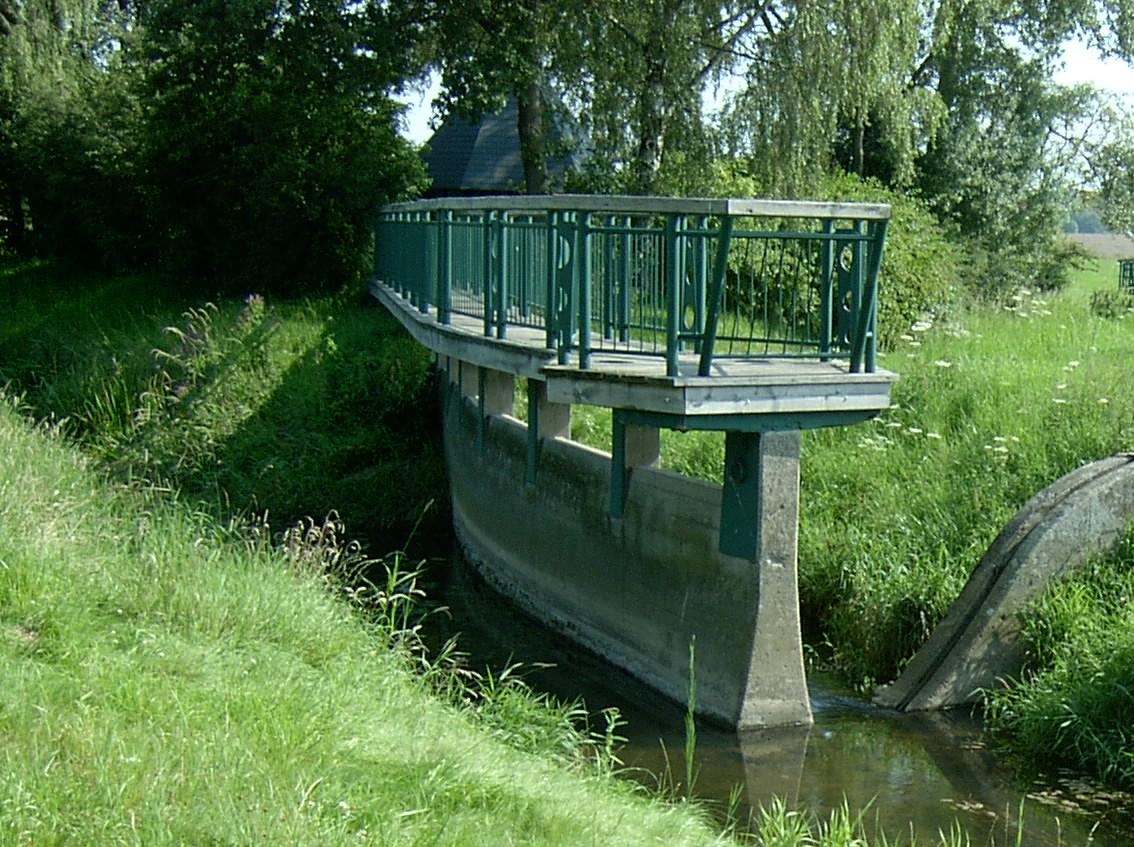
Bifurcação dos rios Else e Hase, próximo de Melle, Alemanha.

Bifurcação fluvial (do latim furca  = forca), também chamada de difluência ou canal-paraná, é a designação dada às situações em que um curso de água se divide em mais do que um canal, criando cursos de água distributários do curso de água original. Neste contexto, uma bifurcação é o oposto hidrológico de uma confluência, razão pela qual é por vezes designada uma difluência, ocupando os distributários posição hidrológica inversa à dos afluentes ou tributários. As bifurcações são comuns em sistemas deltaicos e em áreas onde os cursos de água atravessam extensas zonas aplanadas, em geral pantanosas. A bifurcação pode também ter origem antropogénica, isto é ser um artifício resultante da actividade humana, deliberado ou não.
Exemplos de bifurcações:
- Canal do Cassiquiare, do Orinoco ao Amazonas a maior bifurcação do mundo;
- Torneälv, entre a Suécia e a Finlândia, rio que perde metade das suas águas pelo Tärendöälven para o rio Kalixälv;
- O rio Else que se separa do rio Hase em Melle-Gesmold, afluindo ao rio Werre e deste ao rio Weser. O rio Hase aflui ao rio Ems.
- O riacho Krollbach em Hövelhof divide-se no Krollbach e no Schwarzwasserbach. O Krollbach aflui ao Haustenbach, deste ao Lippe e este ao Reno, desaguando no Mar do Norte. O Schwarzwasserbach por sua vez aflui ao Ems.
- O Rio Pará, bifurcação fluvial que serve como braço esquerdo do delta do rio Tocantins,[2] correndo ao sul da ilha de Marajó, que se une com as águas do rio Amazonas.[3]